# Lameck Aguta
Lameck Aguta Orero (10 oktober 1971) is een voormalige Keniaanse langeafstandsloper, die was gespecialiseerd in de marathon. Hij nam eenmaal deel aan de Olympische Spelen, maar won hierbij geen medailles.

## Biografie

### Sportieve prestaties
Zijn beste prestatie is het behalen van een gouden medaille op de 10.000 m van de Gemenebestspelen 1994. In de finale versloeg hij met 28.38,22 de Zimbabwaan Tendai Chimusasa (zilver) en de Zambiaan Fackson Nkandu (brons).
Lameck Aguta vertegenwoordigde Kenia op de marathon tijdens de Olympische Spelen van Atlanta in 1996. Hier behaalde hij een 52e plaats. Een jaar later won hij de Boston Marathon in 2:10.34.
Zijn persoonlijk record van 2:10.03 liep Aguta in 1996 op de Boston Marathon en finishte daarmee als vierde. Zijn beste tijd op de halve marathon is 1:00.55, waarmee hij vierde werd op het WK halve marathon in South Shields.

### Overval
Drie maanden nadat hij Boston won, werd hij in Kenia slachtoffer van een wrede overval, waarbij hij op de achterkant van zijn hoofd werd geslagen na een auto-ongeluk. Dieven stalen ongeveer 10.000 dollar van hem. Hij lag drie maanden in coma en was bijna overleden. Jarenlang ging hij de strijd aan om weer te kunnen bewegen.

### Comeback
Zijn gezondheid verbeterde en hij maakte in 2003 zijn comeback. Hij liep in Dallas de White Rock Marathon in 2004 en in 2005 opnieuw de Boston Marathon. Zijn tijd op de White Rock Marathon in 2004 was 2:34.04 een respectabele tijd, maar geen tijd van een topatleet.

## Titels
- Gemenebestkampioene 10.000 m - 1994

## Persoonlijk record
| Onderdeel | Prestatie | Datum       | Plaats    |
| --------- | --------- | ----------- | --------- |
| 10.000 m  | 28.34,22  | 5 juli 1993 | Stockholm |

## Palmares

### 5000 m
- 1992:  Adriaan Paulen Memorial - 13.31,61

### 10.000 m
- 1991:  Koblenz - 28.14,77
- 1992: 4e Britse kamp. in Sheffield - 28.21,99
- 1992:  Znamenskiy Memorial in Moskou - 28.37,86
- 1994:  Gemenebestspelen - 28.38,22

### 5 km
- 1992: 4e Festival of Road Running in Sheffield - 14.10
- 1995: 4e International Road Race in Portsmouth - 13.48

### 10 km
- 1992:  Asbury Park Classic - 28.19
- 1994:  Azalea Trail in Mobile - 28.15
- 1994:  Orange Classic in Middletown - 28.38
- 1995: 5e Foundation Citrus Classic in Winter Haven - 29.30
- 1995:  Orange Classic in Middletown - 28.57

### 15 km
- 1992:  La Courneuve - 43.41
- 1992:  Utica Boilermaker - 43.40

### 10 Eng. mijl
- 1993: 9e Dam tot Damloop - 47.16
- 1996:  Great South Run - 46.58

### halve marathon
- 1991:  halve marathon van Montbeliard - 1:04.17
- 1991:  halve marathon van Fort de France - 1:06.00
- 1992:  halve marathon van Hastings - 1:04.32
- 1992:  halve marathon van Vitry-sur-Seine - 1:02.29
- 1992: 4e WK in South Shields - 1:00.55
- 1993:  halve marathon van Granollers - 1:03.57
- 1993: 4e halve marathon van Vitry-sur-Seine - 1:02.28
- 1993:  halve marathon van Sapporo - 1:03.00
- 1993:  halve marathon van Vannes - 1:03.56
- 1993: 4e WK in Brussel - 1:01.15
- 1994:  halve marathon van Coamo - 1:02.55
- 1995:  halve marathon van Schaumburg - 1:04.12

### marathon
- 1992: 25e marathon van New York - 2:20.10
- 1993: 21e marathon van Boston - 2:18.05
- 1993: 18e marathon van New York - 2:17.36
- 1994: 14e marathon van Boston - 2:11.19
- 1994: 4e marathon van Berlijn - 2:10.41
- 1995: 4e marathon van Boston - 2:11.03
- 1995: 18e marathon van New York - 2:15.46
- 1996: 4e marathon van Boston - 2:10.03
- 1996: 52e OS in Atlanta - 2:22.04
- 1997:  marathon van Boston - 2:10.34
- 2001: 22e marathon van Praag - 2:24.14
- 2004: 10e marathon van Dallas - 2:34.07